# 白亚尔 (上克季区)
白亚尔（羅馬化：Belyy Yar）是俄罗斯托木斯克州上克季区的市级镇，同时也是该区行政中心，位于鄂毕河支流克季河畔。
建于1930年，1961年成为市级镇。历年人口普查中，该地2021年人口有8,324人；2010年人口7,996；2002年人口8,221；1989年人口8,850。